# Byneset
Byneset er en tidligere kommune i Sør-Trøndelag. Byneset udgør i dag den vestligste del af Trondheim kommune og ligger på en halvø i Trondheimsfjorden. Området er adskilt fra Trondheim og resten af kommunen af det store naturområde Bymarka.

## Historie
I 1855 blev Buvik kommune udskilt fra Byneset. Ved delingen havde Byneset 2.109 indbyggere. 1. januar 1964 blev Byneset kommune slået sammen med Leinstrand, Strinda, Tiller og Trondheim kommune til nye Trondheim kommune. Ved sammenslåingen havde Byneset 2.049 indbyggere.
I mange år blev der drevet tørvegravning på heden på Byneset, og særlig på Stormyra ved Spongdal. På Stormyra finder man i dag et af Byneset Idrettslags fodboldanlæg.
Byneset historielag blev stiftet 17. november 1994. Norges første bygdebog, Næs eller Bynæs, udkom i 1864, skrevet af O.J. Høyem.
Ved tørvegravningen blev det såkaldte Høstadfunnet gjort af arbejderen Knud Byahagen i 1899. Det er en af de fineste fund af genstande i træ fra oldtiden og består af 11 genstande, dateret til omkring 800 f.v.t.

## Samfund
På Byneset bor det omtrent 2.500 indbyggere; de to bebyggelserne Rye og Spongdal står for omtrent halvparten af befolkningen. Resten af befolkningen bor spredt udover hele Byneset. Det største byområde er Spongdal. Der er dagligvarebutik og andre servicetilbud, samt forsamlingshuset Folkvang.
Rye skole er en grundskole mens Spongdal skole er barne- og ungdomsskole, og elevene fra Rye begynder der når de begynder på 8. trin. I tillæg modtager Spongdal skole 8.-klasses elever fra Nypvang skole
Byneset Kirke også kendt som Mikalskirken på Stein, er en stenkirke fra 1100-tallet, en af de ældste i Trøndelag. Det er også en tilhørende kirkegård til kirken.

## Kultur og fritid
I 2014 har bygda flere kor, skolekorps, musikkorps, spillemandslaug, ungdomsforeninger og flere mindre grupper af forskellig slags.
På Byneset findes regionens største golfanlæg. Anlægget blev bygget i år 2000, da med 9 hul på bane syd. I dag har banen en enkelt 9-hulsbane, og en mere krævende 18-hulsbane. Golfanlægget er designet af golfarkitekten Donald Steel

## Kendte Bynesinger
- Johan Nordahl Brun, biskop (1745 – 1816)
- Ingelbrecht Knudssøn, stortingspræsident (1776-1826)
- Jacob Margido Esp, skuespiller
- Arnt Frøseth, tidligere fylkesordfører (SP) i Sør-Trøndelag
- Øystein Baadsvik, verdenskendt tubasolist.
- Randi Stene, mezzosopran
- Kolbjørn Frøseth, politiker (SP)
- Ole Håbjørg, motorsport
- Torill Aasegg, fiolinist
- Mikal Engen, musiker
- Sigmund Aasjord, operasanger